# Pterolophia collarti
Pterolophia collarti är en skalbaggsart som beskrevs av Stefan von Breuning 1960. Pterolophia collarti ingår i släktet Pterolophia och familjen långhorningar. Inga underarter finns listade i Catalogue of Life.